# Стеван Емабл
Стеван Емабл (7 лютого 1999) — сенегальський плавець.
Учасник Олімпійських Ігор 2020 року, де на дистанції 100 метрів батерфляєм посів 49-те місце і не потрапив до півфіналів.